# Peter Mercell
Peter Mercell (* 9. května 1964) byl slovenský politik, po sametové revoluci československý poslanec Sněmovny národů Federálního shromáždění za HZDS.

## Biografie
Ve volbách roku 1992 byl za HZDS zvolen do slovenské části Sněmovny národů. Ve Federálním shromáždění setrval do zániku Československa v prosinci 1992. Uvádí se bytem Zvolen. Byl mu udělen Řád Andreje Hlinky.